# Wilhelm Schaake
Carl Wilhelm Schaake (* 13. Juni 1790 in Niederwildungen; † 23. Mai 1827 in Rhoden) war ein deutscher Kaufmann, Bürgermeister und Politiker.

## Leben
Schaake war der Sohn des Pfarrers in Külte Henrich Philipp Schaake (* 23. Januar 1749 in Nieder-Wildungen; † 21. Mai 1795 in Külte) und dessen Ehefrau Christiane Friederike Gebhard (* 1. Dezember 1764 in Landau; † 23. März 1835 in Mengeringhausen), die Tochter des Pfarrers in Landau Johannes Jeremias Gebhard und der Luise Henriette Elisabeth Kleinschmit. Er war evangelisch und heiratete am 16. Juni 1816 Johanna Christiane Alberti (* 28. August 1796 in Helsen; † 11. März 1860 ebenda), die Tochter des Amtmanns, Hofrates und Landrichters Wilhelm Alberti und der Marie Louise Düllmann.
Schaake lebte als Kaufmann in Rhoden, wo er auch Steuereinnehmer war. Von 1819 (erste Jahreshälfte) bis Anfang 1822 sowie von Anfang 1824 bis Anfang 1825 amtierte er als Bürgermeister der Stadt Rhoden. Als solcher war er vom 2. Juli 1819 bis (Anfang) 1822 und erneut vom 10. März 1824 bis (Jahresanfang) 1825 Mitglied des Landstandes des Fürstentums Waldeck.